# Hofpoort (Rotterdam)

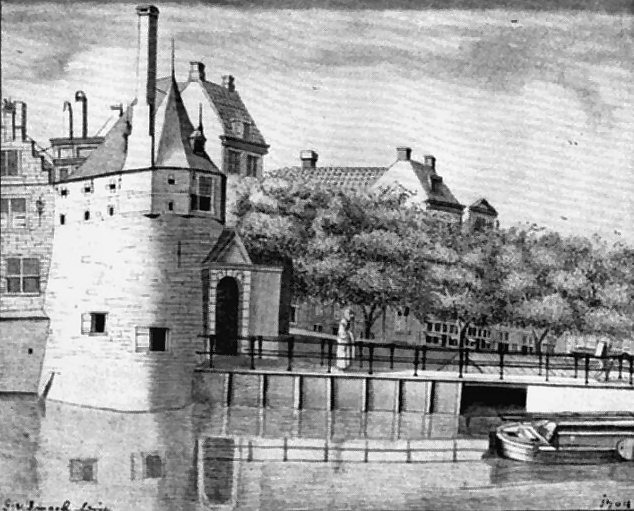
De Hofpoort in 1704

De Hofpoort was een van de tien stadspoorten van Rotterdam. De poort stond van het midden van de 14e eeuw tot 1833 tussen het riviertje de Binnenrotte en het kanaal de Delftsche vaart aan het einde van de stadsstraat de Oppert, niet ver van de Delftsche Poort.

## Geschiedenis
De poort was genoemd naar het Hof van Wena, maar was er geen onderdeel van. De Hofpoort was aanvankelijk waarschijnlijk een vesttoren die pas later op verzoek van de Heren van Wena werd doorgeslagen om een snelle en veilige verbinding tussen kasteel en stad mogelijk te maken.
Nadat de poort al eens vernieuwd was, werd in 1614 een geheel nieuwe, stenen poort gebouwd. Een valbrug gaf de poort allure en maakte verkeer vanaf de Oppert over de singel, naar buiten de vesting mogelijk. De poort werd afgebroken in 1778.
In 1778 werd een nieuwe decoratieve Hofpoort ontworpen door de architect L.F.Dallon. Aan de voet van de kolossale zuil, die boven op de poort stond, werden vier leeuwenbeelden neergezet, ontworpen door Johannes Keerbergen. De valbrug werd vervangen door een draaibrug zodat de boten er makkelijker doorheen zouden kunnen. Het merkwaardige ontwerp voor de poort is vermoedelijk geïnspireerd op voorbeelden uit een van de vele afleveringen van het Recueil Elémentaire (1757-1780) van de Waalse architectuurtheoreticus Jean-François de Neufforge, waarin soortgelijke combinaties van een lage onderbouw met een hoge bekronende zuil (of obelisk) voorkomen. Een gerealiseerd voorbeeld bood tot de verwoesting bij de Blitz verwoeste toren van St.John's Horseleydown (1727-1733) in Londen, gebouwd naar ontwerp van Nicholas Hawksmoor en John James.

## Hofplein
De Hofpoort werd in 1833 afgebroken, hij stond in de weg voor het toenemende verkeer. De zuil werd vernietigd, de vier leeuwenbeelden werden opgeslagen. Het water rondom de Hofpoort werd gedempt en het plein dat zo ontstond werd het Hofpoortplein genoemd, tot 1868. Vanaf die datum werd het plein Hofplein genoemd. In 1860 kregen de leeuwen hun nieuwe plaats als wachters naast de Koningsbrug over de Oude Haven. Die brug heet ook wel de Vierleeuwenbrug.